# Боли, Анри
Анри Боли (Болиг) (фр. Henri Baulig; 17 июня 1877, Париж — 8 августа 1962, Ингвиллер, Нижний Рейн) — французский географ, профессор, доктор наук. Член Французской академии наук.

## Биография
Окончил Университет Франции в Париже.
Читал лекции в Страсбургском университете; возглавлял Институт географии при этом университете. Работал также в Гарвардском университете.
Неоднократно посещал США и Канаду.
Представитель французской школы «географии человека». Проводил исследования в области физической географии, геоморфологии, страноведения.
Работы Боли обнаруживают влияние американской школы географии (У. М. Дейвис).
Наиболее известный труд — «Amérique septentrionale» (т. 1—2, 1935—1936; рус. пер. — «Северная Америка», 1948). Этот труд был удостоен большой медали Р. Дейли. Среди др. работ — «Le plateau central de la France et sa bordure méditerranéenne» (1928); «Essais de géomorphologie» (1950, рус. пер. — «Очерки по геоморфологии», 1956). 